# ラディ・ジャイディ
ラディ・ベン・アブデルマジド・ジャイディ（Radhi Ben Abdelmajid Jaïdi (アラビア語: راضي بن عبد المجيد الجعايدي)、1975年8月30日 - ）は、チュニジア出身で同国代表のサッカー選手。ポジションはDF。強いフィジカルと、長身を活かしたヘディングで攻守に活躍する。

## 経歴
エスペランス・チュニスから2004年7月にイングランドのボルトン・ワンダラーズFCと契約、彼はプレミアリーグ初のチュニジア人選手となった。当時のサム・アラダイス監督の下で出場機会を掴み2シーズンで43試合8得点を記録した。
2006年夏に2.000.000ポンドの移籍金でバーミンガム・シティFCへ移籍。デビュー戦となったクリスタル・パレスFC戦で1-0の勝利に貢献、現在も同クラブでプレーを続ける。
チュニジア代表としても1996年6月2日のルワンダ戦で代表デビュー以来、中心選手として活躍し、2002 FIFAワールドカップに出場した。
同大会終了後に就任したロジェ・ルメール監督の下でも2004年のアフリカネイションズカップ2004制覇に貢献。2006年の2006 FIFAワールドカップドイツ大会では1次リーグ初戦のサウジアラビア戦の終了間際に引き分けに持ちこむゴールを決めた。
また2008年のアフリカネイションズカップ2008では主将を務めた。

## 所属クラブ
- エスペランス・チュニス 1993-2004
- ボルトン・ワンダラーズ 2004-2006
- バーミンガム・シティ 2006-2009
- サウサンプトン 2009-2012

## 代表歴

### 出場大会
- チュニジア代表
  - 2002 FIFAワールドカップ
  - 2006 FIFAワールドカップ

### 試合数
- 国際Aマッチ 105試合 7得点（1996年-2009年）[2]

| チュニジア代表 | 国際Aマッチ | 国際Aマッチ |
| 年             | 出場        | 得点        |
| -------------- | ----------- | ----------- |
| 1996           | 2           | 0           |
| 1997           | 1           | 0           |
| 1998           | 2           | 0           |
| 1999           | 7           | 1           |
| 2000           | 16          | 3           |
| 2001           | 10          | 0           |
| 2002           | 13          | 0           |
| 2003           | 4           | 0           |
| 2004           | 13          | 0           |
| 2005           | 8           | 0           |
| 2006           | 13          | 1           |
| 2007           | 3           | 0           |
| 2008           | 9           | 1           |
| 2009           | 4           | 1           |
| 通算           | 105         | 7           |

## タイトル
チュニジア代表
- アフリカネイションズカップ（2004年）